# Бугила
Бугила́ (Anthriscus) — рід трав'янистих рослин родини окружкових, що нараховує близько 15 видів.
На території України поширені такі види:
- Бугила блискуча
- Бугила дібровна
- Бугила довгоносикова
- Бугила городня або кервель
- Бугила лісова
- Бугила пазурикова